# Anita (ciruela)
Anita es una variedad cultivar de ciruelo (Prunus domestica), de las denominadas ciruelas europeas.
Una variedad de ciruela criada en 1925 en la «"Horticultural Research Station"» de Alnarp, en el sur de Suecia, mediante el cruce de las variedades 'Laxton's Early Gage' x 'Ruth Gerstetter'.
Las frutas son de tamaño mediano a grande, piel de grosor medio y color rojo, amarillo, violeta recubierta de abundante pruina, fina, de color violeta hermoso sobre un fondo amarillo verdoso, y su pulpa color blanco amarillento, textura bastante firme, y sabor agria, ligeramente dulce, buena calidad.
Tolera las zonas de rusticidad según el baremo aplicado en Suecia, de nivel I a III.

## Sinonimia
- "Runa Anita".

## Historia
'Anita' es una variedad de ciruela obtenida por el cruce de las variedades 'Laxton's Early Gage' como "Parental Madre" x fecundada por el polen de la variedad 'Ruth Gerstetter' como "Parental Padre", en 1925 en la «"Horticultural Research Station"» de Alnarp, Suecia.

## Características
'Anita' árbol de crecimiento moderadamente vigoroso, formando una copa bastante escasa y abierta, solo se necesita una poda ligera, precisa suelos ligeros y ricos en nutrientes. Es autofértil, buen recolector de polen. Tiene un tiempo de floración que comienza a partir del 16 de abril con el 10% de floración, para el 20 de abril tiene una floración completa (80%), y para el 29 de abril tiene un 90% de caída de pétalos.
'Anita' tiene una talla de tamaño medio a grande de forma redonda ovalada;epidermis tiene una piel de grosor medio y color rojo, amarillo, violeta recubierta de abundante pruina, fina, de color violeta hermoso sobre un fondo amarillo verdoso; sutura con línea bien visible, de color algo más oscuro que el fruto. Situada en una depresión muy suave, algo más acentuada junto a cavidad peduncular; pedúnculo de longitud medio, de calibre mediano, con escudete muy marcado, con la cavidad del pedúnculo estrecha, poco profunda, rebajada en la sutura y más levemente en el lado opuesto; pulpa de color blanco amarillento, textura bastante firme, y sabor agria, ligeramente dulce, buena calidad.
Hueso de fácil deshuesado, grande, alargado, zona ventral poco sobresaliente, superficie rugosa.
Su tiempo de recogida de cosecha se inicia a mediados de agosto hasta septiembre, un poco más tarde que 'Opal'. Madurada en el árbol, sabe muy bien.

## Usos
Se usa comúnmente como postre fresco de mesa buena ciruela de postre de fines de verano, y muy apta para procesamientos de conservas y de secado.